# Zarafshon Navoi
El Zarafshon Navoi es un equipo de fútbol de Uzbekistán que juega en la Segunda Liga de Uzbekistán, la tercera categoría de fútbol en el país.

## Historia
Fue fundado en el año 1965 en la localidad de Navoi cerca del río Zerafshan, el cual es el origen del nombre actual del equipo, con lo que es uno de los pocos equipos de Uzbekistán que han conservado su nombre desde su fundación.
Durante la época soviética el club logró ganar el título de liga en una ocasión en 1975, aunque no pudo llega a jugar a escala nacional dentro de la Unión Soviética, e incluso tras la independencia de Uzbekistán no jugó en la primera división desde el principio sino que fue uno de los equipos fundadores de la Primera Liga de Uzbekistán en 1992.
Fue en 1996 que consigue el ascenso a la Liga de fútbol de Uzbekistán por primera vez en su historia luego de ganar el título de la segunda categoría, permaneciendo por seis temporadas en las máxima categoría hasta su descenso en 2002.

## Palmarés

### Unión Soviética
- Liga Soviética de Uzbekistán: 1

1975

### Uzbekistán
- Primera Liga de Uzbekistán: 1

1996